# Transfert canadien en matière de santé
Le transfert canadien en matière de santé (TCS, en anglais : Canada Health Transfer ou CHT) est un transfert fédéral versé aux provinces canadiennes par le gouvernement du Canada. Jusqu'au 1er avril 2004, le TCS est combiné avec le Transfert canadien en matière de programmes sociaux (TCPS) dans le Transfert canadien en matière de santé et de programmes sociaux (TCSPS), en vigueur depuis 1996.
Le TCS est destiné à supporter le financement des soins de santé. Pour être éligible au versement du TCS, les provinces doivent se conformer aux 5 principes énoncés dans la Loi canadienne sur la santé,: l'universalité, l'intégralité, la transférabilité, l'accessibilité et la gestion publique du système de soins. Le TCS, comme les autres transferts fédéraux, est régi par la Loi sur les arrangements fiscaux entre le gouvernement fédéral et les provinces.
Ce transfert est le plus important programme de transfers aux provinces et territoires canadiens, il représentait une somme de 40,373 milliards de dollars canadiens pour l'année 2019-20.

## Historique

### Création (2003)
Le TCS est né de l'Accord de 2003 entre les premiers ministres provinciaux et Jean Chrétien, premier ministre du Canada. L'entente, entérinée le 5 février 2003, est un compromis entre les deux paliers de gouvernements, les premiers ministres provinciaux n'ayant pas obtenu une contribution fédérale aussi importante que suggérée dans le Rapport Romanow (en). Jean Chrétien ressort satisfait de la rencontre, parlant d'un « accord sur une réforme fondamentale » alors que les premiers ministres provinciaux déçus parlent d'un arrangement. Le premier ministre du Québec, Bernard Landry évoque même un « fédéralisme prédateur, dominateur » au sujet de l'entente. Ces négociations difficiles s'inscrivent dans un contexte de débats sur l'existence d'un déséquilibre fiscal entre le gouvernement fédéral et les provinces. L'Accord de 2003 prévoit plusieurs mesures pour améliorer le système de santé au Canada et notamment la création du TCS au 1er avril 2004 pour accroître la transparence et la reddition de compte des transferts fédéraux.
L'ancien Transfert canadien en matière de santé et de programmes sociaux (TCSPS) avait en effet été critiqué par la vérificatrice générale du Canada, Sheila Fraser, pour son manque de transparence. Le TCSPS était un transfert en bloc pour financer à la fois les dépenses de santé, l'enseignement post-secondaire et les autres programmes sociaux des provinces. Celles-ci avaient une certaine flexibilité pour allouer les sommes du TCSPS à ces différentes priorités. Le gouvernement fédéral n'avait donc pas de moyen d'action pour controller quelle fraction du TCSPS était consacrée aux dépenses de santé. Le Ministère des Finances estimait que le gouvernement fédéral finançait 36 % des dépenses des provinces en santé au début des années 2000.
Dans sa première année (terminée le 30 mars 2005), le TCS est fixé à 13,65 milliards de dollars.

### Entente décennale de 2004 (2004–2014)
Le 15 septembre 2004 une nouvelle entente sur la santé est conclue à l'occasion d'une Conférence des premiers ministres sur la santé. Cette entente décennale prévoit le versement de 18 milliards en plus aux provinces sur 6 ans notamment par le renforcement du TCS:
- Une hausse du TCS de 1 milliard en 2004-05 et 2 milliards en 2005-06 ;
- Une nouvelle base fixée à 19 milliards à partir de 2005-06, supérieure à celle suggérée par le Rapport Romanow ;
- Une clause d'indexation à 6 % à partir de 2006-07.

### Réforme de 2011 (2014–2024)
Le ministre fédéral des finances, Jim Flaherty, a présenté en décembre 2011 une réforme du TCS pour prendre la suite de l'entente décennale de 2004. La réforme prévoit deux phases:
- Le maintien de la clause d'indexation de 6 % jusqu'en 2016-17 ;
- À partir de 2017-18 la clause d'indexation est abandonnée au profit d'un indexation liée au Produit intérieur brut nominal avec un plancher à 3 % à partir de 2018-19.

Ce dernier point est largement critiqué par certains ministres provinciaux, à commencer par Dwight Duncan (ministre des Finances de l'Ontario) qui souligne que l'abandon de la clause d'indexation au profit d'un plancher à 3 % retirerait 36 milliards de financement aux provinces.
Le 2 décembre 2020, une motion déposée par le Bloc québécois enjoignant au gouvernement fédéral d'augmenter les transferts en santé avant la fin 2020 est adoptée par 176 voix contre 148 grâce au soutien du Parti conservateur et du NPD. Deux jours plus tôt, le premier ministre fédéral Justin Trudeau avait convoqué une rencontre avec les premiers ministres provinciaux le 10 décembre 2020 pour discuter du financement des soins de santé. Les provinces demandent que les transferts en santé soient augmentés pour couvrir 35 % des dépenses de santé contre 22 % en 2020.
Quelques mois avant le déclenchement des élections fédérales de 2021, les provinces demandent unanimement aux partis fédéraux d'augmenter les transferts en santé afin que le financement des soins de santé par le gouvernement fédéral passe de 22 % à 35 % des dépenses engagées. L'atteinte de cet objectif nécessiterait une hausse du TCS de 28 milliards pour la seule année 2021 (de 42 à 70 milliards de dollars). Les provinces demandent également à ce que le TCS soit augmenté d'un minimum de 5 % par an. Lors de la campagne électorale les partis se positionnent sur une éventuelle hausse du TCS:
- Le Parti libéral et le NPD indiquent vouloir hausser les transferts sans avancer de chiffres spécifiques ;
- Le Parti conservateur s'engage à ramener l'indexaton à 6 % (mais ne mentionne pas vouloir hausser le financement jusqu'à 35 % des dépenses totales) ;
- Le Bloc québécois annonce que la hausse des transferts est une de ses priorités et vise à ce que la contribution fédérale atteigne 35 % des dépenses totales et que l'indexation du TCS soit d'au moins 5 % par an.

À partir de l'année fiscale 2024-2025 le calcul de la population par province est basé sur l'estimation au 1er juillet de l'exercice et non plus du 1er juin.

## Évolution du montant versé
| Évolution des payments liés au TCS versés par le gouvernement fédéral depuis 2005,                                                                               |
| |
| La zone en gris représente des paiements supplémentaires ponctuels faits entre 2020 et 2022 (puis prolongé en 2023) dans le contexte de la pandémie de Covid-19. |

#### Lois et règlements
- Loi sur les arrangements fiscaux entre le gouvernement fédéral et les provinces, S.R.C., ch. F-8  (lire en ligne, consulté le 11 octobre 2023)
- DORS/2004-62 : Règlement sur le Transfert canadien en matière de santé, le Transfert canadien en matière de programmes sociaux et le Transfert visant la réduction des temps d’attente.

Publié à la GC (version en vigueur : 2023-11-03) (lire en ligne, consulté le 15 août 2024)